# Гидрографические суда типа «Камчадал»
Гидрографические суда типа «Камчадал» — серия судов специальной постройки для нужд гидрографической службы Тихоокеанского флота по заказу ВМФ СССР.
Войдя в состав Гидрографической экспедиции Тихого океана, к 1941 году судами был выполнен большой систематический объём работ вдоль Татарского пролива, восточного побережья Сахалина и Приморья, западного и восточного побережья Камчатки, в Сахалинском заливе и Тауйской губе. С началом Советско-японской войны суда приняли в ней активное участие.

## Задачи
Гидрографические суда служат для: навигационно-гидрографического обеспечения; лоцмейстерских работ; промера дна в прибрежных районах морей; гидрографического измерения; постановки, снятия, контроля, обслуживания или ремонта навигационных морских буев, береговых или плавучих средств навигационного оборудования; перевозки на необорудованное побережье гидрографических партий и различных грузов для обеспечения береговых работ гидрографических подразделений.

## Проект
К началу 1930-х годов гидрография восточных границ СССР нуждалась в более подробном изучении и обследовании, в частности таких районов, как побережье Камчатки и юг Приморского края, поэтому к 1934 году была принята программа строительства гидрографических судов для нужд Дальнего Востока. Также Гидрографическим управлением был сформирован Камчатский геодезический отряд и начаты систематические работы по гидрографическому обследованию, основанные на триангуляции 2-го класса, проложенной на значительной части побережья.

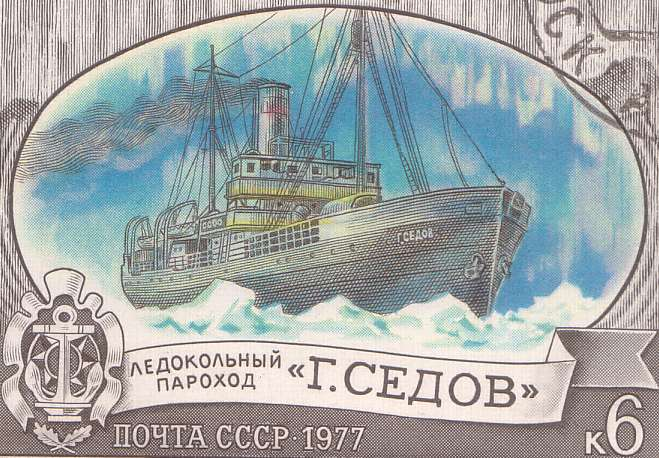
Ледокольный пароход «Георгий Седов»

В программу строительства были включены и гидрографические суда «Камчадал», «Партизан», «Полярный», специально предназначенные для выполнения лоцмейстерских и гидрографических работ на Тихоокеанском побережье. Их разработкой занималось конструкторское бюро «Судопроект». Руководил проектом и являлся главным конструктором Л. М. Ногид. Основой для проекта, как и для проекта гидрографических судов типа «Океан», стал ледокольный пароход «Георгий Седов». Но в отличие от типа «Океан», суда типа «Камчадал» были построены с уменьшенными размерениями корпуса. Новый проект получил в КБ условное наименование «Челюскин».

## Тактико-технические характеристики
- Водоизмещение полное: 1560 тонн
- Дедвейт: 270 тонн
- Длина: 64,3 метра
- Ширина: 10,3 метра
- Осадка: 3,7 метра
- Дальность плавания по запасам угля: 1500 морских миль

### Конструкция
Суда типа «Камчадал» — одновинтовые ледокольного типа с полубаком, наклонным форштевнем, крейсерской кормой и средней надстройкой. Эти суда имели усиленный корпус с ледокольными образованиями, которые обеспечивали безопасное плавание в осенне-зимний период.

### ГЭУ
ГЭУ котломашинная двухвальная, паровая машина тройного расширения мощностью 700 л. с. с приводом на один винт фиксированного шага. Суда могли развивать максимальную скорость в 10,5 (11) узла.

### Экипаж и обитаемость
По проекту на гидрографических судах было предусмотрено 54 спальных места.

## Строительство
Суда серии были заложены в Ленинграде на судостроительном заводе имени А. А. Жданова (бывшая «Путиловская верфь») в 1934 году. Сдача флоту была назначена на 1936 — начало 1937 года. Строителем и ответственным сдатчиком «Камчадала» являлся С. И. Сергеев, «Полярного» — Н. К. Неделин.
«Камчадал», строительный № 474, был заложен 29 июня, вторым официально заложенным 1 октября стал «Полярный», строительный № 476, и третьим судном стал заложенный 10 ноября «Партизан», строительный № 475.
В связи со срывом сроков строительства, суда после спуска перевели на судостроительный завод имени Андре Марти для достройки. Ходовые испытания «Камчадала» проводились с 15 на 16 июня 1937 года на Красногорской мерной миле. Во время испытаний судно развило скорость 10,1 узла на полный ход при мощности машины около 700 л. с., а общее время непрерывной работы главных механизмов составило 18 часов 55 минут. Во время испытаний «Камчадал» показал, что хорошо переносит килевую качку, и с трудом бортовую. Судно было сдано флоту 1 июля 1937 года.
После достройки и проведения всех испытаний, «Полярный» был принят флотом 26 ноября 1937 года, а «Партизан» — 25 мая 1938 года.

### Представители проекта
| Наименование | Зав.№ | Дата закладки | Спуск на воду | Ввод в строй | Состояние                                                    |
| ------------ | ----- | ------------- | ------------- | ------------ | ------------------------------------------------------------ |
| «Камчадал»   | 474   | 29.06.1934    |               | 01.07.1937   | Расформировано. Списано в 1964 году.                         |
| «Партизан»   | 475   | 10.11.1934    | 28.04.1936    | 25.05.1938   | Затонул 04.11.1945 вблизи порта Гензан подорвавшись на мине. |
| «Полярный»   | 476   | 01.10.1934    |               | 26.11.1937   | Расформировано. Списано в 1964 году.                         |

## Переход
«Камчадал»
По первоначальному плану «Камчадал» должен был начать переход на Тихий океан совместно с ГИСУ «Океан», однако из-за задержки с приёмкой и неподготовленности к походу, судно покинуло Кронштадт только 13 июля под командованием капитана 3-го ранга А. М. Вершинского. Первый отрезок перехода проходил в десяти милях вдоль побережья скандинавии, что привело к инциденту с норвежским пограничным катером. Не рассмотрев сначала флаги распознавания, с катера выпустили семь малокалиберных снарядов, два из которых легли по правому борту близ мостика, а пять легли под кормой. Когда катер сблизился, то с него рассмотрели на гафеле флаг гидрографической службы СССР, и тогда начали приветствовать советских гидрографов. Затем, обогнув Скандинавский полуостров, 24 июля «Камчадал» зашёл в Мурманск для исправления просевших топок и подготовки к арктическому плаванию. На поверхностях топок было отмечено значительное отложение машинного масла по причине некачественной фильтрующей ткани. Также за время пребывания в Мурманске были устранены повреждения подкреплений бортов и переборок. 10 августа «Камчадал» в составе каравана судов («Ленин», «Товарищ Сталин», «Ильмень», «Рабочий», «Диксон») покинул Мурманск, 16 августа прибыл на остров Диксон, а 30 августа под проводкой ледокола «Ленин» из Карского моря вошёл в море Лаптевых. Медленно двигаясь в тяжёлой ледовой обстановке по северной части Хатангского залива, после неудачных попыток пробиться далее через тяжелые льды, «Камчадал», как и другие суда каравана, был вынужден лечь в дрейф около острова Большой Бегичев. Приход на помощь ледокола «Красин» с запасом угля для судов каравана не улучшил положения. В 400 метрах от «Камчадала» дрейфовал лесовоз «Рабочий» (капитан Сергиевский), и для ослабления давления льда на корпус, оба судна были частично разгружены на припай, в том числе с борта «Рабочего» были выгружены 150 больших ящиков со спичками. 20 января началось мощное движение льда вокруг судов. 23 января четырёхметровый торос прорезал обшивку левого борта лесовоза от переборки машинного отделения до кормы. Через эту пробоину в корпус поступило большое количество льда, и судно значительно осело. В это время от тряски льда воспламенились выгруженные спички, а вспыхнувшее пламя было видно даже с борта «Ленина», находящегося более чем в 20 километрах. 28 января, после ослабления льда, лесовоз затонул окончательно. «Камчадал» принял на борт 25 человек экипажа и около 200 тонн груза. 3 августа ледокол «Красин» пробился к каравану и 11 августа привёл в бухту Тикси. В общей сложности зимовка «Камчадала» продлилась 8 месяцев. Далее, пройдя Восточно-Сибирское, Чукотское, Берингово и Японское моря, судно 30 сентября 1938 года, прибыло во Владивосток.
«Партизан» и «Полярный».
После достройки, отряд гидрографических судов под командованием капитана 2-го ранга Л. А. Владимирского и руководством флагманского штурмана Я. Я. Лапушкина был отправлен во Владивосток южным морским путём через Панамский канал. Капитан 3-го ранга П. А. Тюньков был назначен на должность командира «Партизана», а капитан-лейтенант А. П. Ипатов на должность командира «Полярного». Обязанности штурманов выполняли старшие лейтенанты Б. Ф. Петров, Ю. П. Ковель и В. Ф. Чалый. «Партизан» покинул Кронштадт 26 июня, а «Полярный» 27 июня 1938 года. В Балтийском море стала заметна потеря скорости в 2 узла при встречном ветре 6-7 баллов. С 7 по 11 июля суда находились в английском Плимуте, далее преодолев Атлантический океан 25 июля гидрографы посетили американский Бостон. В Тихий океан суда вышли 10 августа и взяли курс на Сан-Франциско. Затем выдержав в начале сентября 9-балльный шторм, «Партизан» и «Полярный» прибыли в Датч-Харбор. Следуя далее в Петропавловск-Камчатский, 20 сентября шторм достиг 10-бальной силы. С 23 сентября шторм начал терять силу, и 25 числа гидрографы зашли в Авачинскую бухту. 27 сентября гидрографы отправились во Владивосток, имея приказ командующего флотом находиться в обеспечении подготовки перелёта на Камчатку самолётов дальней авиации. Переход завершился во Владивостоке 14 октября («Полярный») и 17 октября («Партизан») 1938 года, тем самым суда совершили полукругосветное плавание длиной около 15 000 морских миль, после чего суда пополнили состав вспомогательных судов ТОФ. Не смотря на то, что на «Полярном» все командные должности выполняли в недавнем времени слушатели штурманских классов Военно-морской академии Рабоче-Крестьянского Военно-Морского Флота имени К. Е. Ворошилова, которым впервые пришлось самостоятельно вести суда в дальнее плавание и отсутствие на кораблях радиолокационных средств, весь переход характеризовался высокой точностью кораблевождения. Большая группа участников перехода была удостоена правительственных наград, а капитан 2-го ранга Л. А. Владимирский получил орден Красной Звезды.

## Служба

### «Камчадал»
После прибытия к месту базирования 30 сентября 1938 года, ГИСУ «Камчадал» вошёл в состав Гидрографической экспедиции Тихого океана (ГЭТО) и был активно задействован в работах. В 1939 году «Камчадал» входил в состав отряда гидрографических судов, которым были выполнены 190 разовых и 8 суточных гидрологических станций, около 900 измерений поверхностной температуры воды и выброшено 970 бутылок с записками для изучения течений в Японском и Охотском морях, а также в северо-западной части Тихого океана в рамках совместной работы ГЭТО и Морской обсерватории ТОФ.
К 1941 году «Камчадал» выполнил ряд систематических гидрографических работ в Беринговом, Охотском, Японском морях и западной части Тихого океана. С началом Второй мировой войны ГИСУ «Камчадал» был переоборудован в минный заградитель. Во время Советско-японской войны «Камчадал» участвовал в военных операциях на море.
После окончания войны, «Камчадал» вернулся в состав гидрографической службы ТОФ и был задействован в борьбе с минами в районе Корейского полуострова. Далее служил вплоть до 1964 года базируясь на Советскую Гавань, занимаясь навигационно-гидрографическим обеспечением.

### «Партизан»
В 1939 году «Партизан» входил в состав отряда гидрографических судов, которым были выполнены 190 разовых и 8 суточных гидрологических станций, около 900 измерений поверхностной температуры воды и выброшено 970 бутылок с записками для изучения течений в Японском и Охотском морях, а также в северо-западной части Тихого океана в рамках совместной работы Гидрографической экспедиции Тихого океана (ГЭТО) и Морской обсерватории ТОФ.
23 ноября 1939 года «Партизан» переформирован в учебный корабль.
28 октября 1941 года из учебного корабля переклассифицирован в сторожевой корабль и вооружен двумя 100-мм орудиями и двумя пулемётами калибра 7,62-мм. Также увеличено количество спальных мест до 83.
В мае 1945 года корабль участвовал в советско-японской войне. После окончания боевых действий, «Партизан» помимо гидрографических работ выполнял поиск мин в районе побережья северной Кореи. 4 ноября 1945 года он подорвался на мине и затонул вблизи порта Гензан (ныне Вонсан). При взрыве погибло 23 и ранено 40 членов экипажа. В память этого трагического события в Гензане погибшим морякам установлен памятник.

### «Полярный»
Судно было сдано флоту 26 ноября 1937 года.
В 1939 году ГИСУ «Полярный» входил в состав отряда гидрографических судов, которым были выполнены 190 разовых и 8 суточных гидрологических станций, около 900 измерений поверхностной температуры воды и выброшено 970 бутылок с записками для изучения течений в Японском и Охотском морях, а также в северо-западной части Тихого океана в рамках совместной работы Гидрографической экспедиции Тихого океана (ГЭТО) и Морской обсерватории ТОФ.
С началом Второй мировой войны «Полярный» продолжал выполнять прямые обязанности по гидрографии, а также привлекался для патрулирования прибрежных вод и участия в специальных операциях.

Высадка советского морского десанта на остров Шумшу

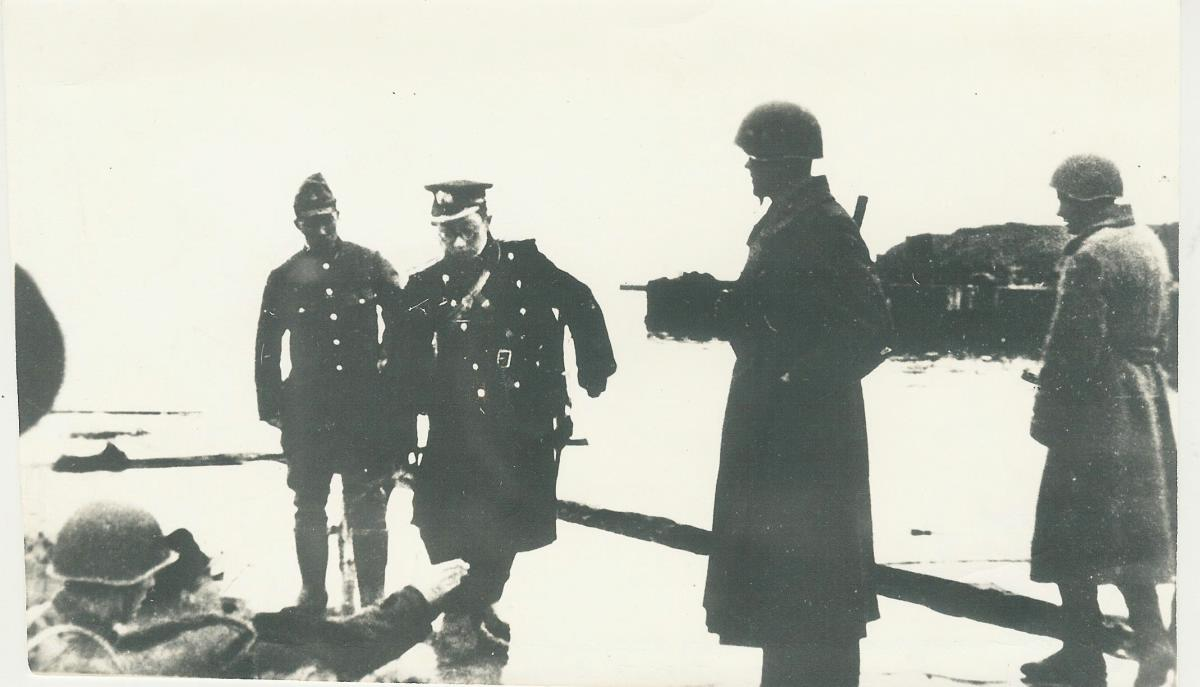
Генерал-Лейтенант Цуцуми Фусаки, прибыл для переговоров о капитуляции

Во время Советско-японской войны «Полярный» входил в Отряд транспортов и высадочных средств во время Курильской десантной операции. 18 августа 1945 года принял участие высадке десанта на остров Шумшу (Сюмусю-то). 20 августа, после соглашения с японским командованием 91-й пехотной дивизии о прекращении боевых действий, отряд кораблей в составе сторожевых кораблей «Киров» и «Дзержинский», тральщика Т-525, минного заградителя «Охотск», транспорта «Емельян Пугачёв» и гидрографического судна «Полярный» вошёл во Второй Курильский пролив между островами Шумшу и Парамушир для занятия военно-морской базы Касивабара (ныне Северо-Курильск). Но при приближении к бухте Катаока по отряду был открыт огонь. Прикрывать отход отряда остался «Охотск», при этом он получил несколько 75-мм попаданий, что вывело из строя рулевое управление, освещение и машинный телеграф, было убито двое (в других источниках — трое) и ранено двенадцать моряков (в других источниках — тринадцать), возник пожар и стала поступать вода в трюм, также получил несколько попаданий «Киров» — было ранено 2 члена экипажа. В ответ с «Охотска» в течение трёх часов вёлся артиллерийский огонь — было выпущено более 600 снарядов главного калибра. Отойдя в Первый Курильский пролив, отряд кораблей оставался там в течение двух дней. В условиях сплошного тумана командир «Полярного» капитан-лейтенант Н. В. Ромарчук, старший лейтенант Усвяцов, старшина 1-й статьи Лобанов, матросы Филиппов и Данилов обеспечили высадку десанта на остров. После артиллерийских и авиационных ударов основные силы десанта подошли к укреплённому району и 22-23 августа командующий японскими войсками на северных курильских островах генерал-лейтенант Цуцуми Фусаки принял решение о капитуляции. 24 августа для занятия северо-западной части Парамушира был высажен дополнительный десант с гидрографического судна «Полярный», тральщика «Веха» и десантного катера ДС-49. Далее было исследовано побережье Парамушира. 10 ноября 1945 года Н. В. Ромарчук был награждён орденом Красной Звезды за свои действия.
После окончания боевых действий, «Полярный» вернулся к выполнению гидрографических работ, а также привлекался для борьбы с минами в Японском море вдоль побережья Кореи. Далее, судно занималось навигационно-гидрографическим обеспечением сил Тихоокеанского флота. Судно было списано в 1964 году.